# Crash Dive
Crash Dive (bra Mergulho no Inferno) é um filme norte-americano de 1943, do gênero guerra, dirigido por Archie Mayo e estrelado por Tyrone Power, Anne Baxter e Dana Andrews.

## Produção
Crash Dive é outra das muitas produções patrióticas saídas dos estúdios de Hollywood durante a Segunda Guerra. Especificamente, é uma homenagem aos submarinos americanos, tendo sido produzido com a cooperação da Marinha e filmado, em parte, na base submarina de New London, no Connecticut.
O personagem interpretado pelo negro Ben Carter recebe um tratamento mais respeitoso que o usual na época, porém tem um propósito meramente propagandístico, criado que foi para incentivar contribuições dos afro-americanos ao esforço de guerra. Pelo menos, é o que afirma Craig Butler, do site AllMovie.
Crash Dive foi o último trabalho de Tyrone Power antes do ator suspender a carreira para prestar serviço no Corpo de Fuzileiros Navais, onde chegou ao posto de Primeiro Tenente e de onde retornou somente em 1945.
Os excelentes efeitos especiais, principal trunfo filme, receberam o Oscar da categoria.

## Sinopse
Ward Stewart, tenente da Marinha americana, é transferido para um submarino comandado pelo Tenente Dewey Connors e acaba se apaixonando pela noiva deste, Jean Hewlett. Com o tempo, os dois homens aprendem a se respeitar, principalmente quando atacam uma base naval nazista. Dewey desiste da moça quando percebe que o amor entre ela e Ward é verdadeiro.

## Premiações
| Patrocinador                                  | Prêmio | Categoria                  | Situação                    |
| --------------------------------------------- | ------ | -------------------------- | --------------------------- |
| Academia de Artes e Ciências Cinematográficas | Oscar  | Melhores Efeitos Especiais | Vencedor[carece de fontes?] |

## Elenco
| Ator/Atriz      | Personagem            |
| --------------- | --------------------- |
| Tyrone Power    | Tenente Ward Stewart  |
| Anne Baxter     | Jean Hewlett          |
| Dana Andrews    | Tenente Dewey Connors |
| James Gleason   | 'Mac' McDonnell       |
| Dame May Whitty | Avó                   |
| Harry Morgan    | Brownie               |
| Ben Carter      | Oliver Cromwell Jones |